# 蒜头百合
蒜头百合（学名：Lilium sempervivoideum）为百合科百合属下的一个种。

## 扩展阅读
- 維基物種上的相關：蒜头百合